# Luis Alberto Flores Medina
Luis Alberto Flores Medina, más conocido como Luis A. Flores (Ayabaca, Perú, 11 de octubre de 1899 – Lima, 28 de mayo de 1969) político y diplomático peruano. Fue uno de los líderes de la Unión Revolucionaria (UR), partido fundado en 1931 y que llevó a la presidencia al teniente coronel Luis Sánchez Cerro. Fue ministro de Gobierno y Policía, presidente del Consejo de Ministros (1932) y ministro de Marina y Aviación (1933). Fue también diputado constituyente (1931-1936). Tras la muerte de Sánchez Cerro, asumió el liderazgo de la UR, que bajo su influjo adoptó el modelo del fascismo italiano, entonces en auge. Postuló a la presidencia de la República en las elecciones de 1936, que fueron anuladas por el presidente Óscar R. Benavides. Por oponerse a este gobernante sufrió destierro. Volvió al Perú luego de varios años y logró ser elegido senador por Piura en 1947. Pero su partido ya no volvió a tener masivo apoyo popular. Luego de ser embajador en Italia y Paraguay, se retiró de la vida pública a inicios de la década de 1960.

## Primeros años
Nació en Olleros, Ayabaca, Piura en octubre de 1899.
Sus estudios escolares los cursó en su ciudad natal y en Piura. Luego se trasladó a Lima y asistió a la Universidad Nacional Mayor de San Marcos, recibiéndose de abogado. 

## Carrera política
Se opuso al gobierno de Augusto B. Leguía, por lo que sufrió prisión, ya en el tramo final de dicho régimen. Salió libre tras el pronunciamiento del teniente coronel Luis M. Sánchez Cerro ocurrido en Arequipa el 22 de agosto de 1930.  
Se afilió al partido Unión Revolucionaria (UR), el mismo que lanzó la candidatura de Sánchez Cerro en las elecciones generales de 1931. Acompañó a dicho caudillo en su recorrido por Arequipa, Puno, Cusco e Ica.  Sánchez Cerro triunfó sobre el líder aprista Haya de la Torre y Flores resultó elegido diputado por el departamento de Lima, ocupando así un escaño en el Congreso Constituyente de 1931. Allí se destacó por sus desplantes autoritarios, enfrentando vehementemente a la combativa minoría aprista. Apoyó la llamada “ley de emergencia”, promulgada el 9 de enero de 1932, por la cual el gobierno quedaba autorizado a imponer las medidas que creyera conveniente en salvaguarda de la seguridad nacional.
El 29 de enero de 1932 se produjeron cambios en el gabinete ministerial y uno de los ministros nombrados fue Luis Flores, al que se le encomendó el portafolio de Gobierno y Policía. Tenía entonces 32 años de edad, convirtiéndose así en el ministro de Gobierno más joven que hasta entonces había tenido el Perú. En el Congreso apoyó calurosamente el desafuero de los 22 representantes apristas, más un descentralista, acusados de conspiración subversiva (18 de febrero de 1932). Los 23 diputados fueron apresados y deportados. Los partidarios y simpatizantes apristas sufrieron también persecución. Un joven aprista, José Melgar Márquez, atentó contra la vida del presidente cuando éste asistía al templo parroquial de Miraflores (6 de marzo de 1932). Sánchez Cerro se salvó de milagro. La represión recrudeció.

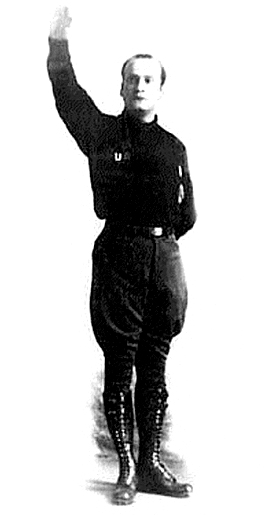
Luis A. Flores, como líder de la Unión Revolucionaria, adoptó el ideario, la indumentaria y los gestos del fascismo mussoliniano. En la imagen, con traje negro y haciendo el saludo fascista.

Tras la renuncia del primer ministro Francisco Lanatta, Flores asumió la presidencia del Consejo de Ministros, el 13 de abril de 1932. Le correspondió sofocar un motín de la marinería de los cruceros Almirante Grau y Coronel Bolognesi en la rada del Callao, rebelión que tuvo origen aprista (7 de mayo de 1932). Al día siguiente se reunió el Consejo de Ministros, donde Flores fue de la opinión de que no debía aplicarse la pena máxima a los marineros, pero la Corte Marcial, que era autónoma y en esos momentos no tenía contacto con nadie, condenó a muerte a los principales marineros instigadores de la revuelta. Se dispuso que fuera la Guardia Republicana la que ejecutara la sentencia, pero al rumorearse de que los guardias se iban a negar a hacerlo en el momento dado, Flores se apersonó a la isla de San Lorenzo para que la sentencia fuera cumplida. Le acompañaba también el ministro de Marina Alfredo Benavides Diez Canseco. Ocho marineros, todos ellos de origen humilde (entre ellos un menor de edad), fueron fusilados el 14 de mayo. Se dijo que cada uno cavó su propia tumba y que los cuatro primeros presenciaron el fusilamiento de los otros cuatro. Desde entonces Flores se hizo fama de cruel.
Poco después, el Congreso, presidido por Luis Antonio Eguiguren, aprobó un voto de censura contra Flores, la que prosperó debido a que gran cantidad de diputados gobiernistas ausentes.  Flores renunció entonces a sus cargos ministeriales y se formó un nuevo gabinete presidido por Ricardo Rivadeneira Barnuevo (20 de mayo de 1932). Poco después se batió en duelo con Eguiguren.
Después del asesinato del presidente Sánchez Cerro, ocurrido el 30 de abril de 1933, Flores fue designado ministro de Marina y Aviación en el nuevo gobierno encabezado por Óscar R. Benavides. Asumió también la jefatura de la Unión Revolucionaria. Pronunció un discurso durante el sepelio del mandatario caído. Pero a raíz de la absolución de los presuntos autores del asesinato de Sánchez Cerro, renunció a su cargo de ministro e increpó directamente al presidente Benavides, diciéndole:  “Me marcho del Ministerio pero voy a combatirlo, porque tengo una cualidad sobre todos mis defectos, soy un hombre leal”. Durante la celebración que organizó su partido por el quinto aniversario de la revolución de Arequipa de 1930, dio un discurso donde supuestamente llegó a afirmar que el “El asesino del 30 de abril está en Palacio”. Contribuía así a alimentar el rumor de que Benavides habría estado involucrado en el crimen de Sánchez Cerro. El primer ministro Manuel E. Rodríguez junto con los miembros de su gabinete, se presentó ante el Congreso Constituyente exigiendo el desafuero de Flores por desacato y calumnia. Flores se defendió, negando haber dicho lo anterior, pues según él, no era estilo suyo usar el arma de la difamación contra sus adversarios. El pedido de desafuero en su contra no prosperó. Muchos años después, en una entrevista que dio al diario Expreso en 1961, Flores esbozó la teoría de que el leguiísmo habría estado detrás del crimen de Sánchez Cerro.

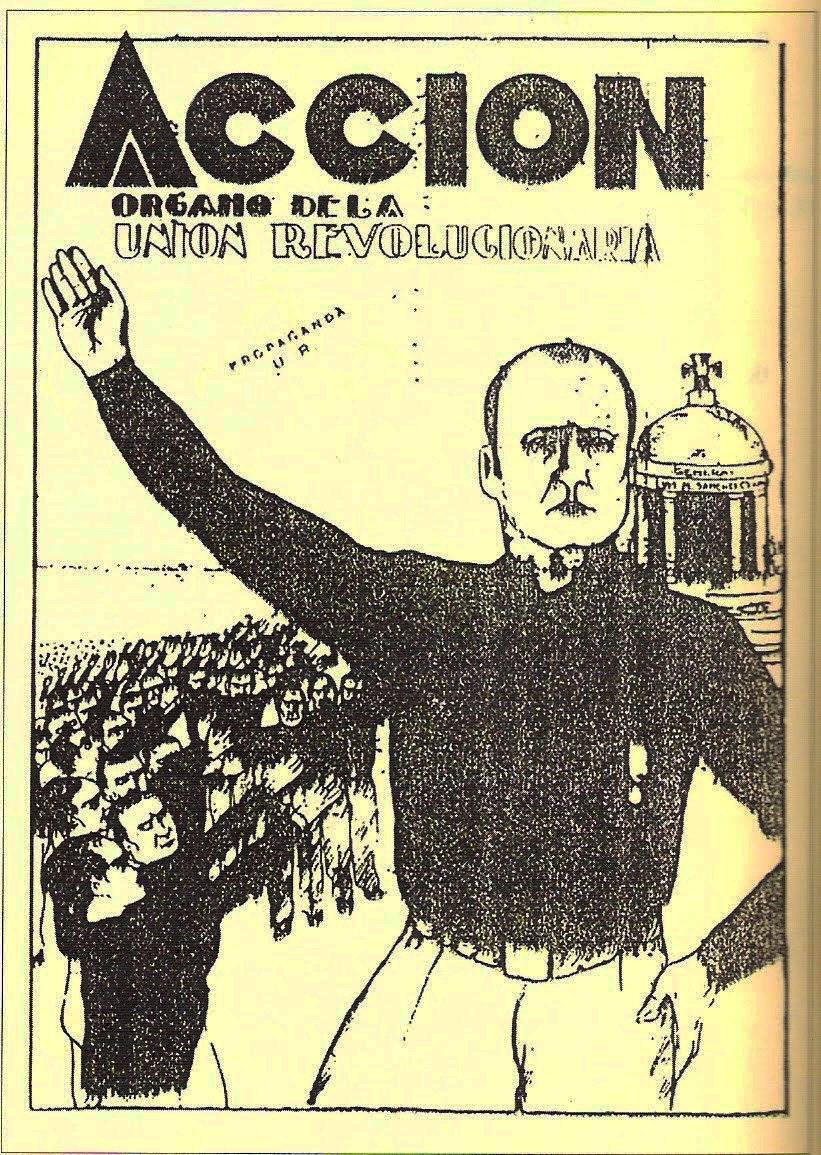
Dibujo de Luis A. Flores en la portada de la revista fascista del partido Unión Revolucionaria que representa el autoritarismo y totalitarismo que regía el país en la década de 1930.

Como líder de la Unión Revolucionaria, orientó a este partido hacia el fascismo de estilo italiano, adoptando la camisa negra, el saludo con el brazo en alto y una política extremadamente intolerante frente al aprismo y el comunismo, a los que englobó bajo el término de “aprocomunismo”. Participó en las elecciones generales de 1936, donde alcanzó cerca de un 29.1% de los votos frente al 37.1 % alcanzado por Luis Antonio Eguiguren, quien fue apoyado desde la clandestinidad por el partido aprista. Fue éste el momento cumbre en la carrera política de Flores. Ganó en departamentos como Piura (su tierra natal), Moquegua, Ica, Ancash y Loreto. En Lima reunió 80,000 votos sobre un total de 200,000. Tuvo la desventaja de que el voto antiaprista se repartiera entre otras candidaturas conservadoras: la de Jorge Prado Ugarteche y la de Manuel Vicente Villarán.
Sin embargo, el presidente Benavides anuló las elecciones aduciendo el argumento de que la victoria de Eguiguren era "ilegítima" porque sus votos provenían de los militantes apristas, miembros de un partido considerado “internacional”, y como tal, proscrito por la Constitución. El Congreso Constituyente, subordinado a las decisiones de Benavides, ratificó esta medida y decidió prolongar el gobierno de Benavides hasta 1939. Luego, el mismo Congreso se autodisolvió. Los militantes de la UR intentaron entonces una revuelta contra el gobierno, apoyados por algunos oficiales jóvenes del ejército; pero esta conspiración fue descubierta y el gobierno respondió con una dura persecución. Flores y otros líderes de su partido fueron exiliados a Chile.
Flores regresó al Perú en 1944 y participó en las negociaciones iniciales del Frente Democrático Nacional, alianza de partidos con miras a las elecciones generales de 1945, pero rápidamente entró en discrepancias con los líderes “frentistas”, quienes vetaron la incorporación de la UR a dicho conglomerado. Dicho Frente Democrático hizo triunfar la candidatura de José Luis Bustamante y Rivero.
Flores se dedicó a reorganizar su partido, al que encontró dividido. Una facción encabezada por el general en retiro Cirilo Ortega, le había mermado partidarios. No obstante el nuevo impulso que le infundió Flores a la UR, su propuesta tuvo poca acogida a nivel nacional, debido a la derrota de los regímenes fascistas en Segunda Guerra Mundial y el auge de las democracias en el mundo.

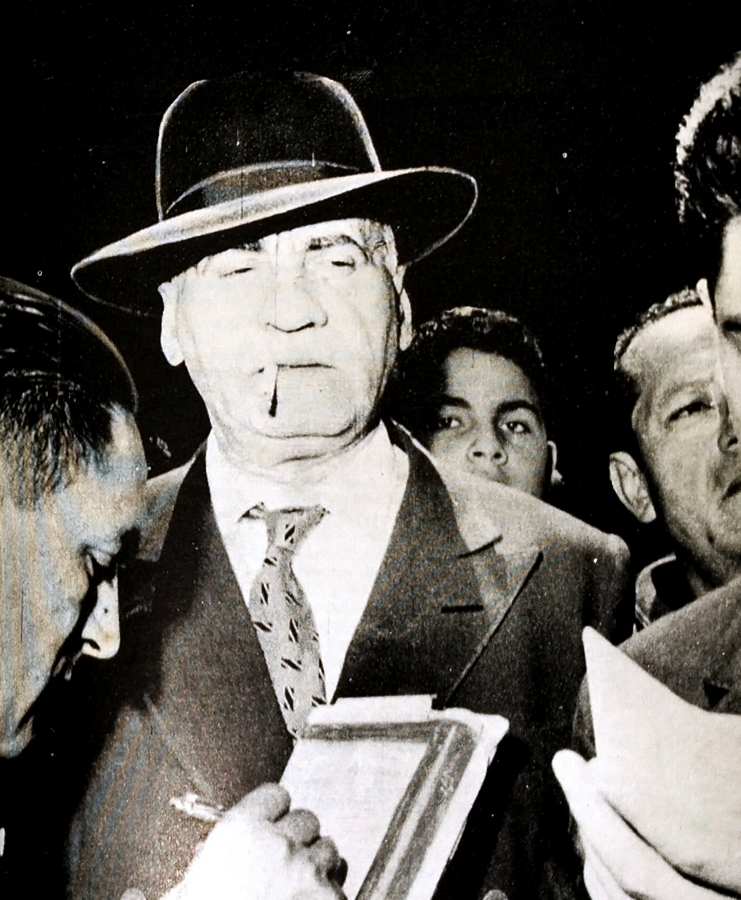
Luis A. Flores Medina, Jefe de la Unión Revolucionaria cediendo una entrevista en los años 60.

Sin embargo, Flores tuvo un último despliegue de audacia coronado con triunfo. Para cubrir las curules vacantes del Congreso, el Ejecutivo convocó a elecciones complementarias a celebrarse el 30 de junio de 1947. Flores decidió postular por Piura, que tenía una senaduría vacante por el fallecimiento del senador Hildebrando Castro Pozo (ayabaquino como Flores). Flores reavivó entre los piuranos la vieja identificación con el urrismo sanchecerrista y triunfó por amplio margen sobre candidatos apristas y socialistas, defendiendo a balazos su victoria. Su actuación en el Senado fue sin embargo breve, pues al poco tiempo se produjo la interrupción democrática por el golpe de Estado del general Manuel A. Odría.
Al principio, apoyó a los militares golpistas y se le nombró como Embajador del Perú en Italia (1948-1950). Pero no estuvo de acuerdo en la forma cómo Odría postuló a la presidencia en el proceso electoral de 1950, y se plegó a la candidatura opositora del general Ernesto Montagne Markholz. Tras reprimir a los revolucionarios de Arequipa y apresar a Montagne, Odría triunfó en esos controvertidos comicios. Flores se retiró a su hacienda de Ayabaca, donde se dedicó a elaborar quesos y mantequillas.
Al producirse el retorno a la democracia en 1956, el presidente Manuel Prado Ugarteche, desplegando su hábil política de reconciliación entre los peruanos, ofreció a Flores escoger entre la embajada en Venezuela o la embajada en Paraguay. Flores escogió esta última, donde permaneció hasta 1962. 
De vuelta el Perú, vivió sus últimos años en el retiro. Falleció en 1969
| Predecesor: José Manuel García Bedoya      | Ministro de Gobierno y Policía del Perú 28 de enero de 1932 a 20 de mayo de 1932      | Sucesor: Julio Chávez Cabello              |
| Predecesor: Francisco R. Lanatta Ramírez   | Presidente del Consejo de Ministros del Perú 13 de abril de 1932 a 20 de mayo de 1932 | Sucesor: Ricardo Rivadeneira Barnuevo      |
| Predecesor: Alfredo Benavides Diez Canseco | Ministro de Marina y Aviación del Perú 3 de mayo de 1933 a 26 de junio de 1933        | Sucesor: Carlos Rotalde González del Valle |